# São Pedro de Alcântara
São Pedro de Alcântara é um município brasileiro do estado de Santa Catarina. Está localizado na Microrregião de Florianópolis e na Mesorregião da Grande Florianópolis. A cidade tem uma população de 5776 habitantes,  conforme censo demográfico de  2022 do IBGE. Possui uma área de 140,016 quilômetros quadrados.  Está a uma altitude de 230 metros, o núcleo urbano situa-se sob relevo de planalto, formado por morros.
O maestro, compositor, poeta e professor José Acácio Santana é natural do município.

## História
Na segunda década do século XIX, o Brasil vivia uma fase de consolidação política, após sua Independência de Portugal. O imperador D. Pedro I precisava garantir-se, constituindo um exército de soldados leais e disciplinados. Dentro deste contexto tem início a colonização alemã no Brasil. Em Santa Catarina, a presença de alemães é registrada a partir de 1829 com a criação da Colônia São Pedro de Alcântara, através do primeiro grupo de imigrantes e ex-soldados oriundos de batalhões alemães dissolvidos na capital do Império. Devido às diversas dificuldades encontradas, alguns dos imigrantes mais tarde mudaram-se para o Vale do Itajaí, ocupando também terras do atual município de Gaspar.
A chegada das primeiras levas de imigrantes alemães aconteceu no ano de 1828 quando, nos dias 7 a 12 de novembro daquele ano aportaram em Desterro (atual Florianópolis), Luiza e Marquês de Viena, respectivamente.
São Pedro de Alcântara recebeu menos de mil indivíduos - 166 famílias oriundas da cidade hanseática de Bremen e pouco mais de uma centena de soldados alemães dispensados dos batalhões estrangeiros que haviam se amotinado no Rio de Janeiro em 1828. Pouco depois, em 1830, a imigração cessou, pois os gastos com o agenciamento e localização dos colonos foram proibidos por lei. A Revolução Farroupilha, iniciada em 1835, também dificultou a vinda de novos imigrantes, apesar do interesse provincial em dar continuidade ao processo de colonização. Na década de 1830, muitos colonos, descontentes com as condições de vida de São Pedro de Alcântara, foram encaminhados para novos locais de assentamento situados no Vale do Itajaí, onde hoje está a cidade de Gaspar, e em Vargem Grande, no rio Cubatão.
Em 1º de março de 1829 foi fundada a colônia São Pedro de Alcântara, a primeira colônia alemã do estado de Santa Catarina, a montante do rio Imaruí, a algumas léguas de distância de Florianópolis. A instalação do município de São Pedro de Alcântara, até então consistia em distrito do município de São José, ocorre oficialmente através da Lei Estadual nº 9.534 em 16 abril de 1994, sancionada por Antônio Carlos Konder Reis, então governador do Estado de Santa Catarina. A posse do primeiro prefeito Salézio Zimmermann e de seu vice José Ademir Deschamps, e dos membros da Câmara de Vereadores, data de 1º de janeiro de 1997. Ocorreu entre o ano da instalação do município até a posse do prefeito algumas modificações pela Lei nº 9.943 sancionada em 20 de outubro de 1995, que refere aos limites territoriais.

## Geografia
Distante 32 quilômetros de Florianópolis, o município conserva as características de pequena cidade rural. Possui seu desenvolvimento estruturado no turismo rural, ecoturismo, turismo histórico e cultural, na produção de hortigranjeiros e derivados de cana-de-açúcar (cachaça artesanal de alambique, principalmente).
São Pedro de Alcântara tem relevo predominantemente acidentado e possui mais de 68% de sua área em cobertura arbórea e tem na exuberância da sua vegetação, na sua topografia acidentada, nas suas colinas, cachoeiras e cascatas seus maiores atrativos turísticos. A única unidade de conservação da cidade é a Reserva Particular do Patrimônio Natural Rio das Lontras.